# Tổ quốc vinh quang
Tổ quốc vinh quang (tiếng Hàn: 빛나는 조국) là một bài hát của Cộng hòa Dân chủ Nhân dân Triều Tiên (Bắc Triều Tiên).
Ca khúc này được Ri Myon-sang (리면상) sáng tác vào năm 1947 và Pak Se-yong (박세영) viết lời nhạc.

## Lịch sử
Năm 1946–1947 khi Bắc Triều Tiên không có quốc ca, chính Kim Nhật Thành đã chỉ đạo việc sáng tác quốc ca mang tên Aegukka (Ái quốc ca). Năm 1947, hai ứng viên vẫn trải qua quá trình sơ tuyển nhằm đưa ra phán quyết cuối cùng, và nhà nước đã chọn một trong hai bản nhạc vào bài quốc ca này. Một bản khác, dường như nổi danh đến tận ngày nay với tên gọi Tổ quốc vinh quang còn được Bắc Triều Tiên quyết định công khai cho công chúng biết với tựa đề được đổi từ Aegukka, vì giai điệu của bài này rất xuất sắc.
Tổ quốc vinh quang được tuyển chọn là một trong những ca khúc tiêu biểu trong những quyển sách nhạc thời đó, ví dụ như cuốn "조쏘歌曲100曲集 (Tuyển tập 100 ca khúc Triều Tiên–Liên Xô)" (北朝鮮音樂同盟, Liên đoàn Âm nhạc Bắc Triều Tiên xuất bản năm 1949).
Xuất phát từ bối cảnh như vậy, Bắc Triều Tiên đã đem sử dụng ca khúc này trong các sự kiện chính của đất nước. Bài hát từng được phát sóng tại buổi ký kết của Đài Truyền hình Trung ương Triều Tiên với hình ảnh lá cờ tổ quốc bay phấp phới.